# Anestad Västergården
Anestad Västergården är en bondgård i Främmestads socken i Essunga kommun. Byggnaderna, som uppfördes under åren 1889 till 1930-talet, är byggnadsminne sedan den 22 oktober 2004.

## Historia
Anestad Västergårdens grundkaraktär är från 1800-talets senare del med måttfull komplettering av framför allt ekonomibyggnaderna under början av 1900-talet. Byn är laga skiftad, men har en samlad kärna av gårdar. Gårdens struktur är från tiden efter laga skiftet. Lagaskiftesstrukturen i odlingslandskapet är välbevarad. I jämförelse med 1877–1880 års ekonomiska karta har till exempel inte gårdens närmaste omgivning beträffande förhållandet skog/öppen mark förändrats.
Gårdsbebyggelsen är huvudsakligen tillkommen mellan 1880- och 1930-tal, under vilken period den ersatte byggnadsplatsens första generation av hus.

## Beskrivning
Anestad Västergården är en jordbruksfastighet i helåkersbygd kring Nossan mellan Främmestad och Tengene. Västgården är ett representativt och ovanligt väl bibehållet exempel på en medelstor bondgård i Skaraborgs västra slättbygder med en grundkaraktär från 1800-talets senare del och med måttfull komplettering av framför allt ekonomibyggnaderna under början av 1900-talet. Det välhållna byggnadsbeståndet har delvis stark förankring i en lokal byggnadstradition, som den ser ut i de västra slättbygderna.
Västergården ligger bland andra utskiftade gårdar norr om byn. Man kommer fram till bebyggelsen via en för sin tid karakteristisk vinklad rätlinjig framfartsväg. Det är viktigt att slå vakt om mångfalden av byggnader, den öppna marken runt gården, samt den för trakten ovanligt välbevarade trädgården.
Bebyggelsemönstret är en västsvensk variant av den götiska gården med en avgränsad, regelbundet uppbyggd mangård och med fägården placerad något vid sidan av mangården. Mangården omfattar manbyggnad med två flyglar, arrendatorbostad och spannmålsmagasin. Huvudbyggnaden har en tidstypisk variant av det sena 1800-talets sexdelade planlösning och magasinets utformning är utmärkande för bygden kring Nossans nedre lopp – främst genom de typiska radställda spetsbågefönstren.
Fägården omfattar bodlänga och en stor ladugård. Ladugården är, frånsett en sentida garagedörr, mycket välbevarad och ett exempel på mellankrigstidens större ekonomibyggnader. Intill arrendatorbostaden, men utanför mangården, ligger bodar, dass, ett hönshus och ett för Nossanbygden karakteristiskt kombinerat vagnslider/källare/brygghus av sten och trä med hallaskorsten.
Till mangården hör en äldre trädgårdsanläggning med bland annat stormträd (björk), gräsmattor med bersåer och grusgångar, häckar, syrenbuskar och fruktträd. Framför manbyggnaden finns en rundel med hamlad kastanj, för övrigt lövträd av olika slag såsom lönn, blodbok, ek och björk, samt något barrträd. I gränsen mellan man- och fägård är en låg stenmur med häck och smidesgrindar.

### Byggnader
Huvudbyggnaden är uppförd av liggande timmer år 1889. Byggnaden uppvisar en måttlig och typisk påverkan av C E Löfvenskiölds planschverk för lantmannabyggnader. Fasaderna är av profilerad locklistpanel målad med ljus oljefärg och med dekorativt utformade ursprungliga fönsteromfattningar i senempir. I interiörerna bevaras planlösningen med sal i sydvästra hörnet, ursprungliga golv och tak samt äldre snickeridetaljer såsom dörrar och listverk, vidare eldstäder som kakelugnar från slutet av 1800-talet och början av 1900-talet.
Arrendatorbostaden är av trä med stående profilerad locklistpanel och glasveranda med dekorativa snickerier. Byggnaden är målad med ljus oljefärg och uppförd cirka år 1910 som motstående flygel till spannmålsmagasinet och senare tillbyggd.
Spannmålsmagasinet är byggt av stolpverk med rödfärgad locklistpanel och uppfört år 1900 som flygel till mangården och en del av hägnaden mot fägården.
Ladugården är av tegel och trä med rödfärgad slät panel, uppförd 1930. Den är till större delen täckt med enkupigt handslaget tegel. Byggnaden bevarar ursprunglig inredning, såväl i fädelen som i log- och laddelen. En mindre del av sädesladan har sekundär inredning med garage/verkstad.
Vedboden är byggd av stolpverk med ålderdomlig takkonstruktion med sidosulor och med rödfärgad panel, troligen uppförd i samband med gårdens utflyttning från bytomten. Den bevarar delar av ett sannolikt ursprungligt halmtak under takteglet och fungerade under en period i början av 1900-talet som svinhus, då fönster insattes.
Brygghuset är av stolpverk med rödfärgad slät panel kombinerat med källare av granit samt vagnbod, byggt 1924, enligt inskription. Det har tegeltak med så kallad hallaskorsten av kalkstenshällar.
Hemlighus och förvaringsbod med rödfärgad slät panel, byggt samtidigt med arrendatorbostaden cirka år 1910.
Hönshuset är troligen byggt på 1930-talet av stolpverk med rödfärgad slät panel och tegeltak.